# Kim Sa-rang
Kim Sa Rang (김사랑) es una actriz y modelo surcoreana, nacida el 12 de enero de  1978 en Seúl. Representó a la República de Corea en el concurso de Miss Universo en 2001 y ganó el mejor traje nacional.

## Biografía
Kim fue coronada Miss Corea el 28 de mayo de 2000 en el Centro Cultural Sejong, el sitio del concurso de Miss Universo 1980. Ella representó a Corea en el concurso de Miss Universo 2001. Durante el certamen, ganó el premio al Mejor Traje Nacional, que era un vestido hanbok coreano. Kim Sa-Rang es protestante y tiene un hermano menor. Ella tiene una licenciatura en música tradicional coreana de Universidad Yong-In.

## Carrera

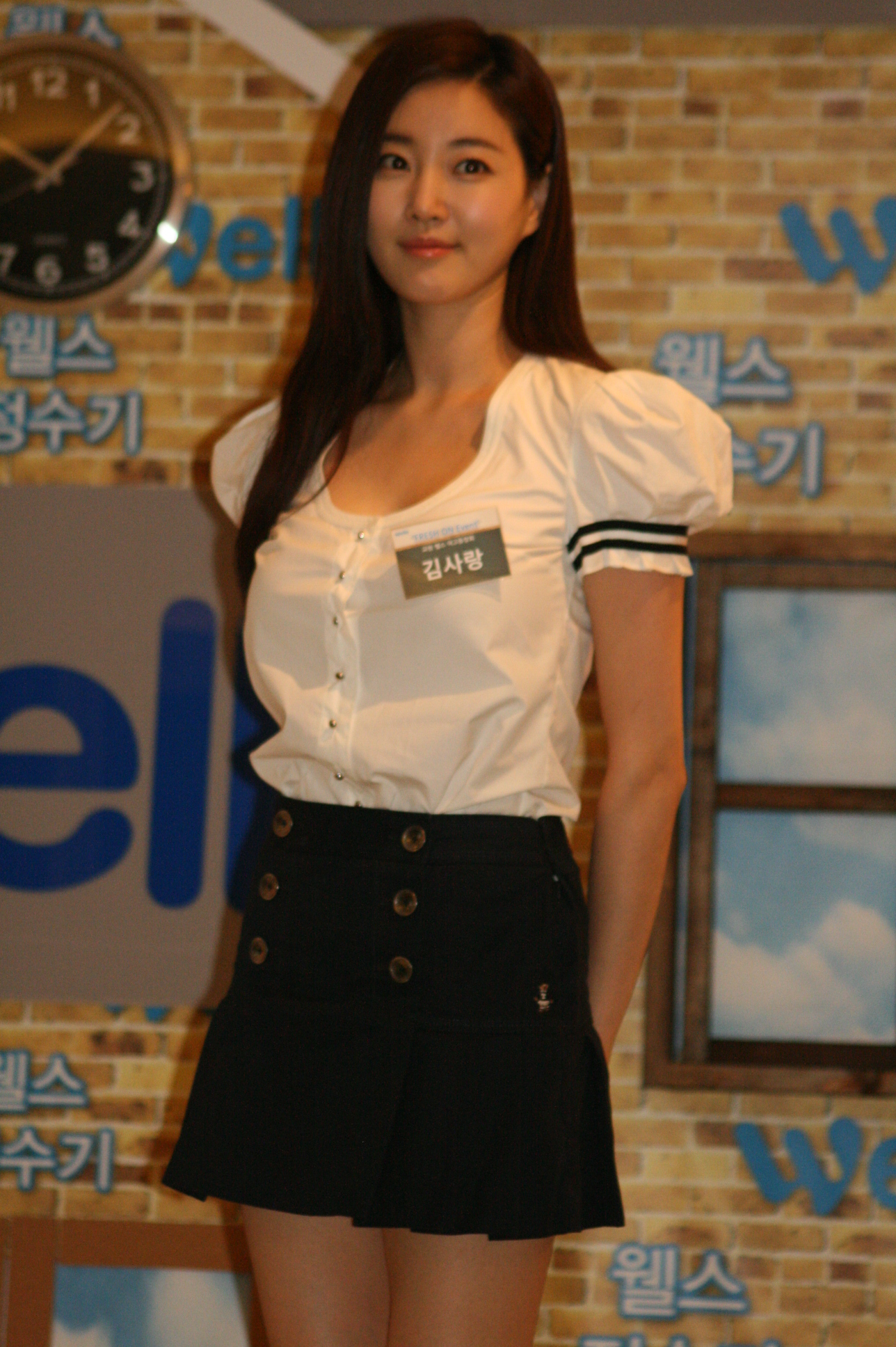
Kim Sa-Rang

El mayo del 2019 realizó una aparición especial en la serie Abyss donde dio vida a la atractiva abogada Ko Se-yeon, antes de ser asesinada.
El 21 de noviembre de 2020 se unió al elenco principal de la serie Get Revenge (también conocida como "The Goddess of Revenge") donde interpretó a Kang Hae-ra, una mujer que decide vengarse de aquellos que gobiernan la sociedad, hasta el final de la serie el 17 de enero de 2021.

## Filmografía

### Película
- Radio Days (라듸오 데이즈) (2007)
- Who Slept with Her? (누가 그 여자와 잤을까?) (2006)
- Love is Impossible (남남북녀) (2003)
- Man is Born (남자 태어나다) (2002)

### Televisión
- Mi amada Eun Dong
- 천사의 분노 (SBS, 2000)
- What in the World (어쩌면 좋아) (MBC, 2001)
- Mina (KBS, 2001)
- Love (정/情, SBS, 2002)
- Thousand Year's Love (천년지애/千年之愛, SBS, 2003)
- A Love to Kill (이 죽일 놈의 사랑, KBS, 2005)
- King and Me (SBS, 2007)
- Tokyo Showers (SBS, 2008)
- Jardín secreto (SBS, 2010)
- Abyss (2019)
- Get Revenge (TV Chosun, 2020-2021)

### Música apariencia vídeo
- "Because You're My Woman" por Lee Seung Gi
- "Demon" por Jay Park

### MC
- "Live Music Camp" (MBC, 2001)
- 1st Seoul Cultural Arts Awards (2010)

## Premios
- 2002 Children's Peace Ambassador
- 2005 KBS Drama Awards Women Tribologists